# Liste des cathédrales de Calgary
Plusieurs confessions chrétiennes ont une cathédrale à Calgary au Canada :
- la cathédrale du Rédempteur se rattache à l’Église anglicane ;
- la cathédrale Sainte-Marie se rattache à l’Église catholique.